# L'albero delle pere
L'albero delle pere è un film del 1998 diretto da Francesca Archibugi.

## Trama
Siddharta è un quattordicenne che proviene da una famiglia problematica: la madre Silvia è una donna fragile che dipende da sostanze stupefacenti e si prostituisce, mentre il padre Massimo è un regista sperimentale da cui la madre si è separata per convivere col giovane avvocato Roberto. Inoltre ha una sorellastra, Domitilla, frutto della relazione tra la madre e Roberto. Un giorno la sorellina si punge con una siringa trovata nella borsa della madre: Siddharta decide allora di affrontare la cosa senza rivolgersi ai deboli e problematici adulti che gli stanno attorno. All'insaputa dei suoi genitori, prenota degli esami del sangue per la positività all'HIV e all'epatite dicendo che sono per sé. Al momento di ritirarli, l'addetta dell'ospedale si rifiuta di consegnare l'esito al ragazzo in assenza di un adulto, così Siddharta le strappa la busta di mano e fugge gettandosi attraverso una vetrata. Viene però rintracciato e condotto al commissariato, dove è raggiunto da Massimo e da Roberto, che fa sì che venga rilasciato.
Gli esami per l'HIV e per l'epatite B hanno esito negativo; non così quello per l'epatite C. Siddharta affronta queste preoccupazioni negli incontri che ha con una psicologa, mentre la madre sembra essere inconsapevole di tutto. 
Silvia perde poi la vita in un incidente stradale, quando la sua auto viene investita da un tram. Siddharta e Domitilla vanno a vivere ciascuno con il rispettivo padre.

## Riconoscimenti
- 55ª Mostra internazionale d'arte cinematografica di Venezia: Premio Marcello Mastroianni a Niccolò Senni